# Vojtech Masný
Vojtech Masný (Chynorany, 8 de julho de 1938) é um ex-futebolista checo, que atuava como atacante.

## Carreira
Vojtech Masný representou a Seleção Tchecoslovaca de Futebol, medalha de prata em Tóquio-1964 .